# Ambrose De Paoli
Ambrose Battista De Paoli (ur. 19 sierpnia 1934 w Jeannette, zm. 10 października 2007 w Miami Beach) – amerykański duchowny katolicki pochodzenia włoskiego, arcybiskup, nuncjusz apostolski.

## Życiorys
18 grudnia 1960 otrzymał święcenia kapłańskie i został inkardynowany do archidiecezji Miami. W 1964 r. rozpoczął przygotowanie do służby dyplomatycznej na Papieskiej Akademii Kościelnej.
23 września 1983 r. został mianowany przez Jana Pawła II pronuncjuszem apostolskim w Sri Lance oraz arcybiskupem tytularnym Lares. Sakry biskupiej 20 listopada 1983 r. udzielił mu kard. Agostino Casaroli.
Następnie w latach 1988-1997 był przedstawicielem Watykanu w Republice Południowej Afryki (akredytowanym również w Lesotho, Suazi, Namibii i Botswanie).
Od 1997 do 2004 roku pełnił funkcję pro-nuncjusza apostolskiego w Japonii. 18 grudnia 2004 przeniesiony do nuncjatury apostolskiej w Australii. Zmarł 10 października 2007 r.